# Torre Mural
La Torre Mural es un edificio ubicado en la avenida de los Insurgentes Sur, en Benito Juárez (Ciudad de México). Cuenta con 12 (ascensores) que son de alta velocidad, se mueven a 6.6 metros por segundo. La torre mural fue construida a mediados de la década de 1990. Es actualmente el segundo edificio más alto de la avenida de los Insurgentes, solo superado por el World Trade Center de México.

## La forma
- Su altura es de 133 metros y tiene 33 pisos.
- Su uso es de oficinas privadas.
- El área total del rascacielos es de 38,000 m².
- La altura de cada piso a techo es de 3.65 m.

## Detalles importantes
- Su construcción comenzó en 1987 y finalizó en 1995.
- Cuenta con 6 niveles subterráneos de estacionamiento.
- El edificio está equipado con las más altas normas de seguridad sísmica, cuenta con 35 amortiguadores sísmicos, el edificio puede soportar un terremoto de 8.5 en la escala de Richter.
- Ha soportado CINCO  terremotos a lo largo de su historia el primero en 1995 que midió 7.3 en la escala de Richter, el segundo en el 2003 de 7.6 en la escala de Richter, el tercero el 13 de abril del 2007 de 6.3 en la escala de Richter, el cuarto y quinto fueron los del 2017, el cual uno de ellos fue el 19 de septiembre con magnitud de 7.1, en la escala de Richter.
- Es uno de los rascacielos más seguros de la Ciudad de México.
- Es considerado un edificio inteligente, debido a que el sistema de luz es controlado por un sistema llamado B3.
- El edificio está equipado con 125 pilotes de concreto que penetran a 35 metros pasando el relleno pantanoso de la zona en que se encuentra.